# Ernest Oscar Tips
Ernest Oscar Tips (* 2. Oktober 1893 in Tielrode in der Provinz Ostflandern; † 10. März 1978 in Brüssel) war ein belgischer Ingenieur und Flugzeugkonstrukteur.

## Leben
Ernest Oscar war das jüngste von 13 Kindern der Familie Tips. Nach dem Tod seines Vaters begann er im Alter von 14 Jahren ein Studium in Brüssel und baute zusammen mit seinem 20 Jahre älteren Bruder Maurice ab 1908 in einer kleinen Werkstatt Flugzeuge. Nach mehreren Wohnortwechseln kehrte er nach Ende des Zweiten Weltkriegs nach Brüssel zurück, wo er im März 1978 verstarb.

## Wirken
Seine erste, gemeinsam mit seinem Bruder gebaute Maschine vom Typ Canard flog erstmals 1909 im Rahmen der Antwerpener Luftfahrtschau. Außerdem beschlossen die Brüder, eigene Motoren zu bauen. Diese wurden am 22. Januar 1913 auf dem 14. „Salon de l’Automobile“ in Paris präsentiert. Die belgische Minerva übernahm die Motoren für ihren Automobilbau, und die Brüder konnte durch die Lizenzeinnahmen den eigenen Flugzeugbau weiter betreiben.

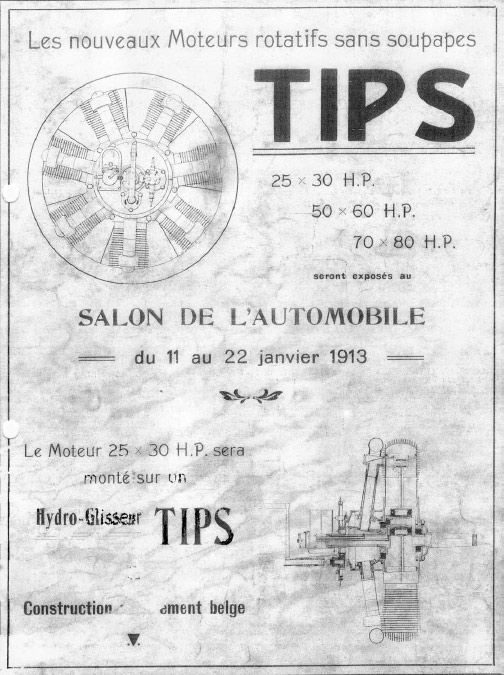
Motoren von Ernest Oscar Tips

Kurz vor Ausbruch des Ersten Weltkriegs verließ Ernest Tips 1914 Belgien und siedelte nach England um. Dort begann er gemeinsam mit Charles Richard Fairey in der Fairey Aviation Company mit dem Bau eigener Flugzeuge. Am 6. Mai 1918 erhielt er die englische Pilotenlizenz N° RAC-UK 5904. 1931 kehrte Tips nach Belgien zurück und eröffnete dort die belgische Tochtergesellschaft der Fairey Aviation Company am 1919 eröffneten Gosselies Aerodrome, dem heutigen Flughafen Brüssel-Charleroi. Am 10. Mai 1940 wurde die Fabrik in Gosselies durch Bomben der deutschen Luftwaffe schwer beschädigt. Tips verlud daraufhin die Maschinen und Werkzeuge und siedelte mit den Plänen und Dokumenten wieder nach England um. Dort wurde er vom Ministry of Aircraft Production zum Chefingenieur und Geschäftsführer von Burtonwood Depot Repair bestellt. Ab 1943 übernahm er bei Fairey Aviation Co. Ltd. in Hayes als Chefingenieur die Hubschrauber-Entwicklungsabteilung. Nach Kriegsende baute er in Belgien die zerstörte Fabrik wieder auf und übernahm Wartungsverträge für Flugzeuge der Air Force und, in Zusammenarbeit mit SABCA, auch die Montage der 104G F und F 16.
Parallel zu diesen Militäraufträgen arbeitete Ernest Oscar Tipps weiterhin an der Entwicklung seiner Leichtflugzeuge. Die Tipsy Belfair wurde seine erste Produktion nach dem Krieg. Mit diesem Flugzeug wurde Ernest Oscar Tips Inhaber des Welt-Streckenrekords für Flugzeuge mit einem Gewicht von weniger als 500 kg. Im Jahr 1946 begann er mit der Produktion der Tipsy-Junior. 1957 folgte die Tipsy Nipper, ein kleiner Einsitzer-Eindecker. Im selben Jahr erhielt er einen Vertrag über die Revision der Jagdbomber F84F. Tips ging im März 1960 in den Ruhestand.

## Ehrungen
1971 wurde eine Sonderbriefmarke mit dem ersten, 1908 von den Brüdern Maurice und Ernest Oscar Tips entworfenen Flugzeug, gedruckt. Die Briefmarke im Wert von 10 belgischen Franken kam am 19. und 20. Mai 1973 in den Vorverkauf.

## Flugzeuge
Die bekannten Leichtflugzeuge, die Ernest Oscar Tips konstruierte, waren:
- Tipsy S
- Tipsy S.2
- Tipsy B
- Tipsy M
- Tipsy Belfair
- Tipsy Junior
- Tipsy Nipper